# 列勒
列勒（法語：Liesle，法語發音：[ljɛl]）是法國東部勃艮第-弗朗什-孔泰大区杜省的一个市镇，位于该省西部，属于贝桑松区。

## 地理
列勒（47°3'42"N, 5°48'53"E）面积16.54 平方千米，位于法国勃艮第-弗朗什-孔泰大區杜省，该省份为法国东部内陆省份，北起上索恩省，西接汝拉省，东部及东南部与瑞士接壤，东北部与贝尔福地区省接壤。
与列勒接壤的市镇（或旧市镇、城区）包括：富尔、卢河畔香槟、卢河畔希塞、比法尔。

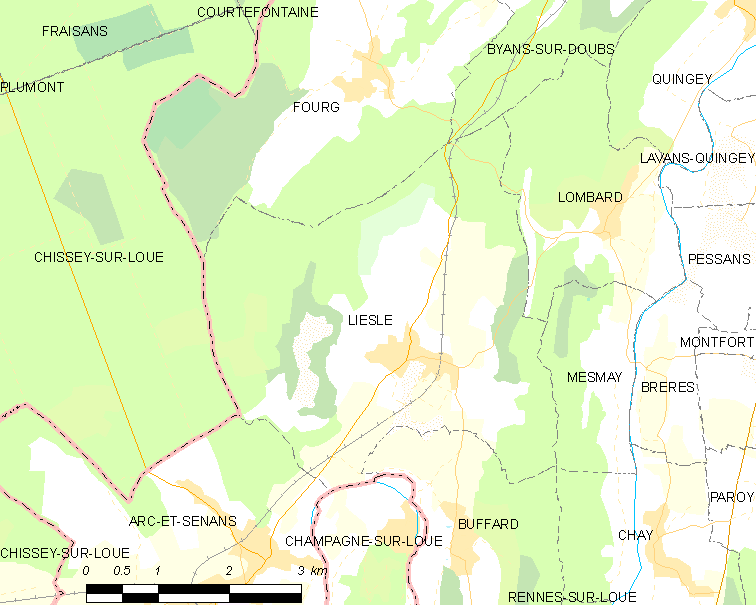
列勒的OSM定位图

列勒的时区为UTC+01:00、UTC+02:00（夏令时）。

## 行政
列勒的邮政编码为25440，INSEE市镇编码为25336。

## 政治
列勒所属的省级选区为圣维特县。

## 人口

1962-2008年间列勒人口变化图示

列勒于2022年1月1日时的人口数量为558人。

## 交通
杜省省道D12线和D17线在境内交汇。